# カール・ヨーゼフ・バッチャーニ

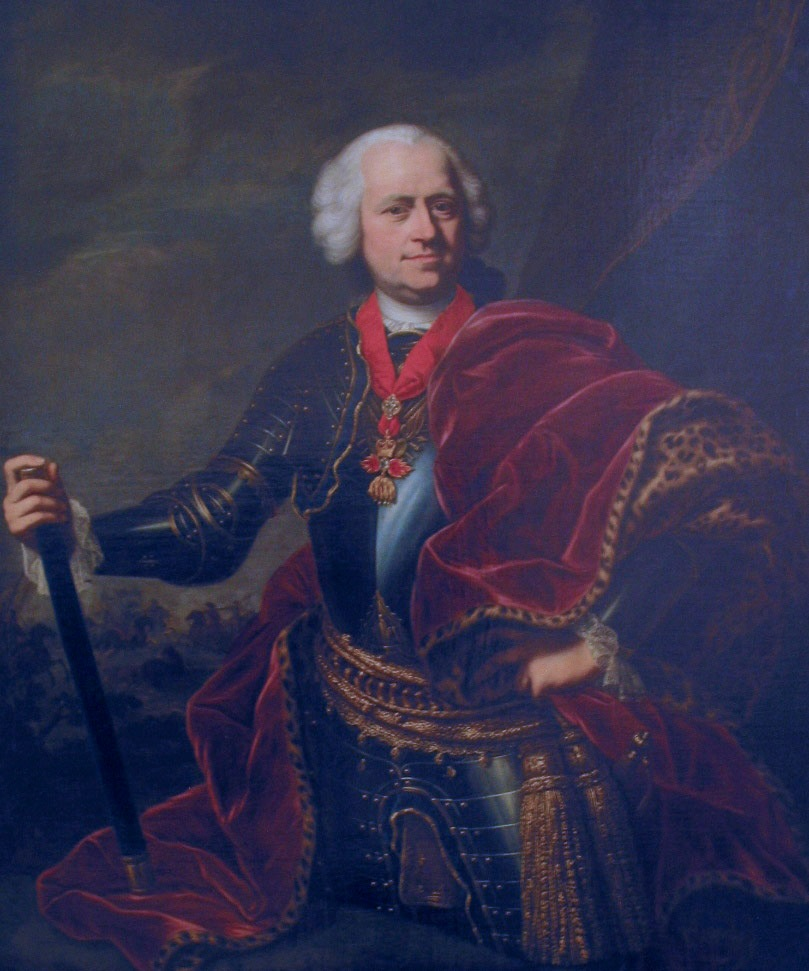
ジャン・ピエール・ソバージュによるバッチャーニの肖像画（軍事史博物館所蔵）

カール・ヨーゼフ・バッチャーニ伯爵（1763年から侯爵、独: Karl Josef Graf (Fürst) von Batthyány、1697年4月28日 - 1772年4月15日）は、現在のブルゲンラント州（当時はハンガリー王国領）のレヒニッツ出身の オーストリア（ハプスブルク帝国）の将軍、元帥 。

## 生涯
カール・ヨーゼフ・バッチャーニは1697年、ハンガリーの伯爵アダム2世・バッチャーニ・フォン・ネーメトゥーイヴァール（1662年 - 1703年）の息子としてレヒニッツ城で生まれた。父の死後、成人するまで母エレオノーレ・バッチャーニ＝シュトラットマンが後見人となった。オーストリア軍に早くから入隊し、対オスマン戦争においてプリンツ・オイゲンの下で ペーターヴァルダインの戦い、ティミショアラの戦い、ベオグラードの戦いに参加し活躍した。 
バッチャーニは1734年、ライン川沿いでフランス軍と対峙したポーランド継承戦争で将校として皇帝軍を指揮し、1737年のオーストリア・ロシア・トルコ戦争でも皇帝軍を指揮した。1739年から1740年までプロイセン王国のベルリン宮廷でオーストリア大使を務め、外交官となっていたが、プロイセンとの第一次シュレージエン戦争の勃発後、軍務に戻り改めて活躍を見せた。 
バッチャーニはオーストリア継承戦争でも軍務につき、1744年に軍団司令官として独立した指揮権を拝領した。1745年4月15日、プファッフェンホーフェンの戦いでセギュール将軍の指揮するプファルツ・フランス連合軍に大勝し、レヒ川まで追い立てた。バッチャーニはこの軍功のおかげで元帥に昇進し、アーレンベルク元帥に代わって国事軍の最高司令官を務めた。彼はなだらかな山岳地帯であるシュペースアルトを通過して、自分の部隊をトラウン元帥の部隊と合流させ、力を合わせてフランス軍をライン川の向こう側へ退却させることに成功した。 
1746年、南ネーデルラント（現在のベルギー）でカール・フォン・ロートリンゲンの指揮下に入って、敗北を喫したロクールの戦いに参加した。1747年にはカンバーランド公の指揮下に入り、同じく敗北したラウフフェルトの戦いで模範的な退却を見せて活躍した。
戦争の終了後、マリア・テレジアはバッチャーニを皇嗣ヨーゼフ大公（後のヨーゼフ2世）の教育係に任命し、その後で大公の宮廷侍従長となった。1763年、バッチャーニはボヘミアの侯爵位を授爵され、その1年後には「高貴な生まれの」という呼称とともに帝国侯爵位も授かった。 
1749年12月1日に金羊毛騎士団に入団している。
バッチャーニはウィーンで晩年を過ごし、1772年に死去した。